# Johannes Lange

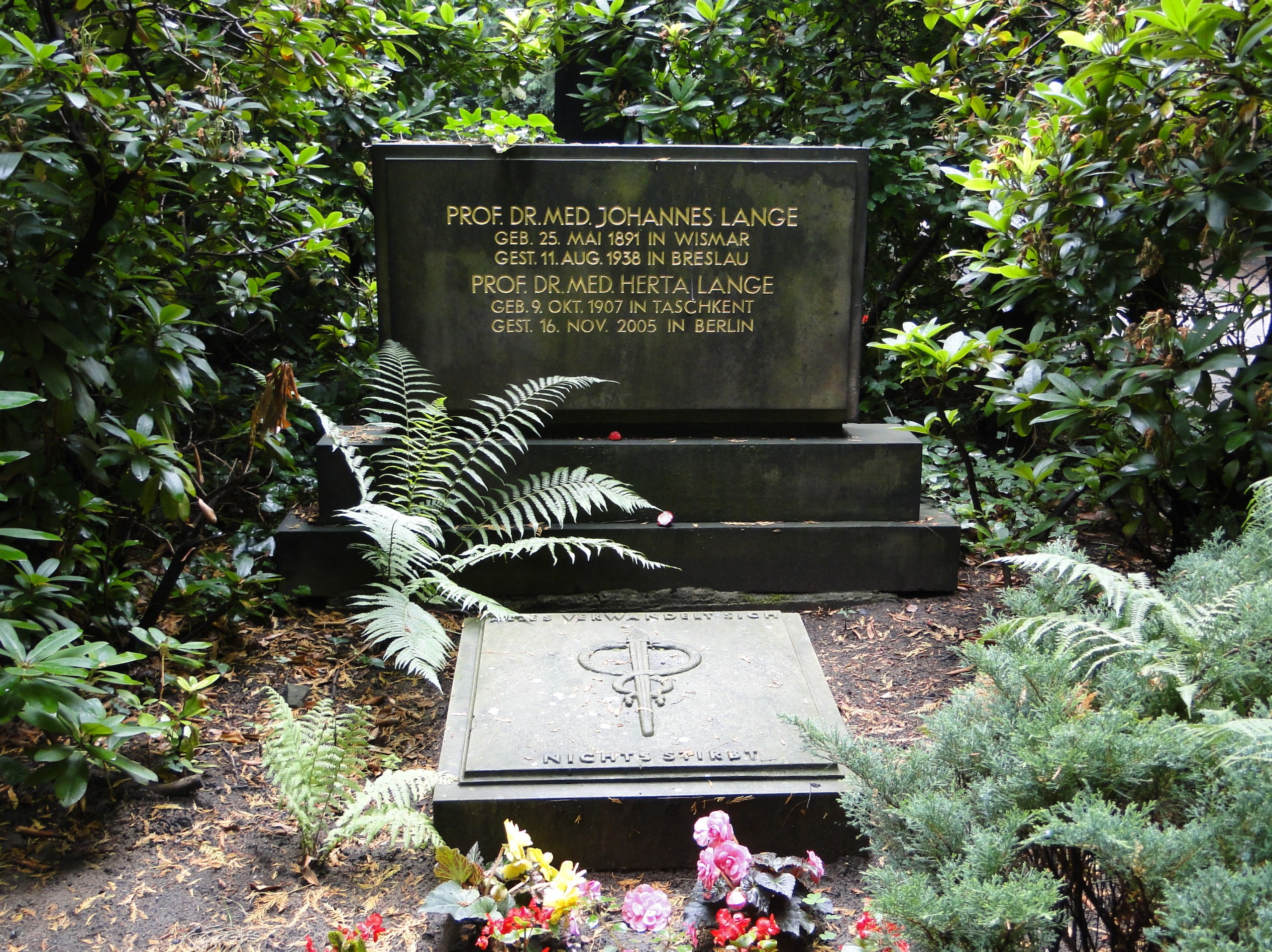
Grób Johannesa Langego na Cmentarzu w Dreźnie

Johannes Lange (ur. 25 maja 1891 w Wismarze, zm. 11 sierpnia 1938 we Wrocławiu) – niemiecki lekarz psychiatra. Wspólnie z Augustem Bostroemem założył i wydawał czasopismo „Fortschritte der Neurologie und Psychiatrie”. Studiował medycynę w Lipsku, Kilonii, Strassburgu i Monachium, gdzie w 1918 roku otrzymał tytuł doktora medycyny. Był asystentem w klinice psychiatrycznej Emila Kraepelina. W 1921 pod jego kierunkiem habilitował się. W 1926 roku został profesorem nadzwyczajnym. W 1930 powołany na katedrę we Wrocławiu.
Był dwukrotnie żonaty. Pierwsza żona, Katharina (Käthe) Silbersohn (1891–1937), popełniła samobójstwo. Z tego związku miał dwójkę dzieci: Ursulę zamężną Merck (1922–2003) i Ernsta (1927–1974). W 1936 ożenił się po raz drugi, z Hertą Lange-Cosack (1907–2005).

## Wybrane prace
- Katatonische Erscheinungen im Rahmen manischer Erkrankungen. Berlin: Springer, 1922
- Verbrechen als Schicksal. Studien an kriminellen Zwillingen. Leipzig 1929
- Die Folgen der Entmannung Erwachsener. An der Hand von Kriegserfahrungen dargestellt. 1934